# تسويق بجذب الانتباه
التسويق بجذب الانتباه هو مصطلح صاغه رائد الإنترنت ستيف جيلي (Steve Jelley) المدير التنفيذي لشركة فيديو جويسر (Videojuicer)، لوصف نموذج خاص تطور بالتزامن مع انتشار الإعلام الاجتماعي على الإنترنت.
وتعد هذه الظاهرة امتدادًا لجيل الطليعة، وهو المصطلح الذي يصف جيل المستهلكين الذين يهتمون بالاستفادة أو الاستعلام عن المنتجات أو الخدمات التي تقدمها الشركات التجارية. وإن هذه الشركات التجارية أوجدت طلائع العملاء بواسطة تقنيات التسويق الإلكتروني والتي منها: التسويق بمحرك البحث (SEM) وتحسين محركات البحث (SEO) وإعلانات الشريط الإعلاني على مواقع بعينها والتسويق عبر البريد الإلكتروني والإعلان عن طريق الهاتف النقال.
وعلى النقيض من ذلك لا تعتمد شركات الإعلام الاجتماعي مثل فيسبوك وتويتر وبينترست على هذه الأدوات في جذب انتباه المستخدمين. المحتوى الذي ينتجه المستخدم يمثل أغلب المحتوى على هذه المواقع، لذا يشاهد المستخدمون ما يرونه ممتعًا لهم. وهكذا تنكسر الحوجز التقليدية التي تفصل بين المحتوى والتوزيع والتسويق؛ إذ إن أي نشاط على أي موقع تواصل اجتماعي كفيل بتحقيق كل هذه الوظائف بالتزامن.

## فرصة العمل التجاري
بدلاً من مقاطعة العملاء لكي تسوق لهم، نجد أن الفرصة سانحة في الإعلام الاجتماعي الذي كما يقول جيلي: «يجذب انتباه الناس ويوجهه إلى البائع المختص بعدما تفرض السلعة نفسها ويصبح لدى المستخدم رغبة حقيقية في شرائها».
في السابق، كان من العسير والمكلف على شركة تجارية أن تسوّق لنفسها بأي شكل كان سوى بالاعتماد على التجمعات أو الإذاعة. وكان استهداف توصيل رسائل للأفراد بأي درجة من درجات التأثير يعد ضربًا من الخيال. لكن الإعلام الاجتماعي غير الأمر برمته. فباستخدام قنوات الإعلام الاجتماعي يمكن استهداف شرائح المستخدمين بحسب اهتمامهم ونشاطهم التجاري وبذلك تستطيع المؤسسات الأخرى إرسال رسائل أكثر لمسًا لاحتياجات الأفراد والمستهلكين.
ولكن لا بد من إجراء تغيير كامل في عقلية الشركات التجارية إذا كانت بصدد تحويل التركيز التجاري من جذب انتباه الجمهور بوجه عام إلى استهداف جذب انتباه الأفراد بوجه خاص. وإذا ما نظرنا إلى مؤسسات الإعلام والتسويق من الداخل نجد أن إنتاج المحتوى وتوزيعه وتسويقه بالطريقة التقليدية كان أشبه ما يكون بأجزاء منعزلة ومتصارعة عادة. ومع نشوء علاقة وطيدة بين المحتوى وفرصة السبق، فإن التسويق بجذب الانتباه يعمل بشكل أساسي على إزالة الفجوة بين هذه الأجزاء وتجميعها معًا.